# Calamaria gialaiensis
Calamaria gialaiensis — вид змій родини полозових (Colubridae). Ендемік В'єтнаму.

## Поширення і екологія
Calamaria gialaiensis відомі з типової місцевості, розташованої у Національному парку Конкакінь в провінції Зялай на півдні В'єтнаму, на висоті 1300 м над рівнем моря. Вони живуть в гірських тропічних лісах, серед лісової підстилки. Ведуть нічний спосіб иття.